# Buck Williams
Charles Linwood "Buck" Williams (ur. 8 marca 1960 w Rocky Mount) – amerykański koszykarz grający w lidze NBA, debiutant roku NBA, uczestnik spotkań NBA All-Star Game, występujący na pozycjach silnego skrzydłowego oraz  środkowego.
Po trzech sezonach spędzonych w drużynie uniwersyteckiej Maryland Terrapins Williams zdecydował się, podobnie jak jego koledzy z kadry USA – Isiah Thomas i Mark Aguirre przystąpić do draftu NBA, w którym to został wybrany tuż za nimi z numerem 3, przez klub New Jersey Nets, w którym spędził kolejne 8 lat.
Zaczął swoją przygodę z ligą od zdobycia tytułu debiutanta roku oraz wyboru do piątki najlepszych debiutantów sezonu. Notował wtedy średnio 15,5 punktu i 12,3 zbiórki. Przez 7 pierwszych sezonów w lidze kończył rozgrywki z double-double w kategorii średniej punktów oraz zbiórek. Plasował się w tym czasie zawsze w pierwszej piątce najlepiej zbierających zawodników ligi, a przez 6 lat nawet w pierwszej trójce. W tych czasie powoływano go 3-krotnie do udziału w NBA All-Star Game. Został też wybrany do drugiej piątki najlepszych zawodników, a także defensorów ligi. 24 czerwca 1989 roku został wysłany do Portland w zamian za Sama Bowie oraz wybór pierwszej rundy draftu, którym okazał się być Mookie Blaylock.
W okresie gry w barwach Portland Trail Blazers dwukrotnie gościł w finałach NBA, również dwukrotnie przewodził lidze w skuteczności rzutów z gry, zaliczając także jeszcze 3 kolejne wybory do składów defensywnych roku. Ostatnie lata kariery spędził w Nowym Jorku.
27 stycznia 1999 roku Williams zdecydował się odejść na sportową emeryturę, podczas gdy Knicks dotarli w tamtym sezonie do ścisłego finału ligi.

## Osiągnięcia
Na podstawie, o ile nie zaznaczono inaczej.

### NCAA
- Uczestnik:
  - rozgrywek Sweet 16 turnieju NCAA (1980)
  - turnieju NCAA (1980, 1981)
- Mistrz sezonu regularnego konferencji Atlantic Coast (ACC – 1980)
- Najlepszy pierwszoroczny zawodnik konferencji ACC (1979)[8]
- Drużyna Maryland Terrapins zastrzegła należący do niego numer 52

### NBA
- 2-krotny finalista NBA (1990, 1992)
- 3-krotny uczestnik meczu gwiazd NBA (1982–1983, 1986)
- Debiutant roku NBA (1982)[9]
- Wybrany do:
  - I składu:
    - debiutantów NBA (1982)[10]
    - defensywnego NBA (1990, 1991)[11]

  - II składu:
    - NBA (1983)
    - defensywnego NBA (1988, 1992)[11]
- Lider:
  - sezonu regularnego w skuteczności rzutów z gry (1991, 1992)[12]
  - wszech czasów klubu Nets w liczbie zdobytych punktów
  - play-off w:
    - średniej zbiórek (1984)[13]
    - skuteczności rzutów z gry (1985)[14]
- 3-krotny zawodnik tygodnia NBA (5.12.1982, 22.01.1984, 10.11.1985)[15]
- Debiutant miesiąca NBA (luty 1982)[16]
- Klub Nets zastrzegł należący do niego numer 52[17]

### Kadra
- członek kadry olimpijskiej na igrzyska w Moskwie (1980), które zostały zbojkotowane przez USA. Zespół wziął wtedy udział w trasie pokazowej "Gold Medal Series", występując przeciw składom NBA All-Star oraz drużynie olimpijskiej z 1976 roku[18]
- wziął udział w międzykontynentalnym pucharze FIBA (obszar Ameryk – 1979)
- zajmuje 20. miejsce na liście wszech czasów NBA w liczbie rozegranych spotkań w sezonie zasadniczym – 1307